# HK P30

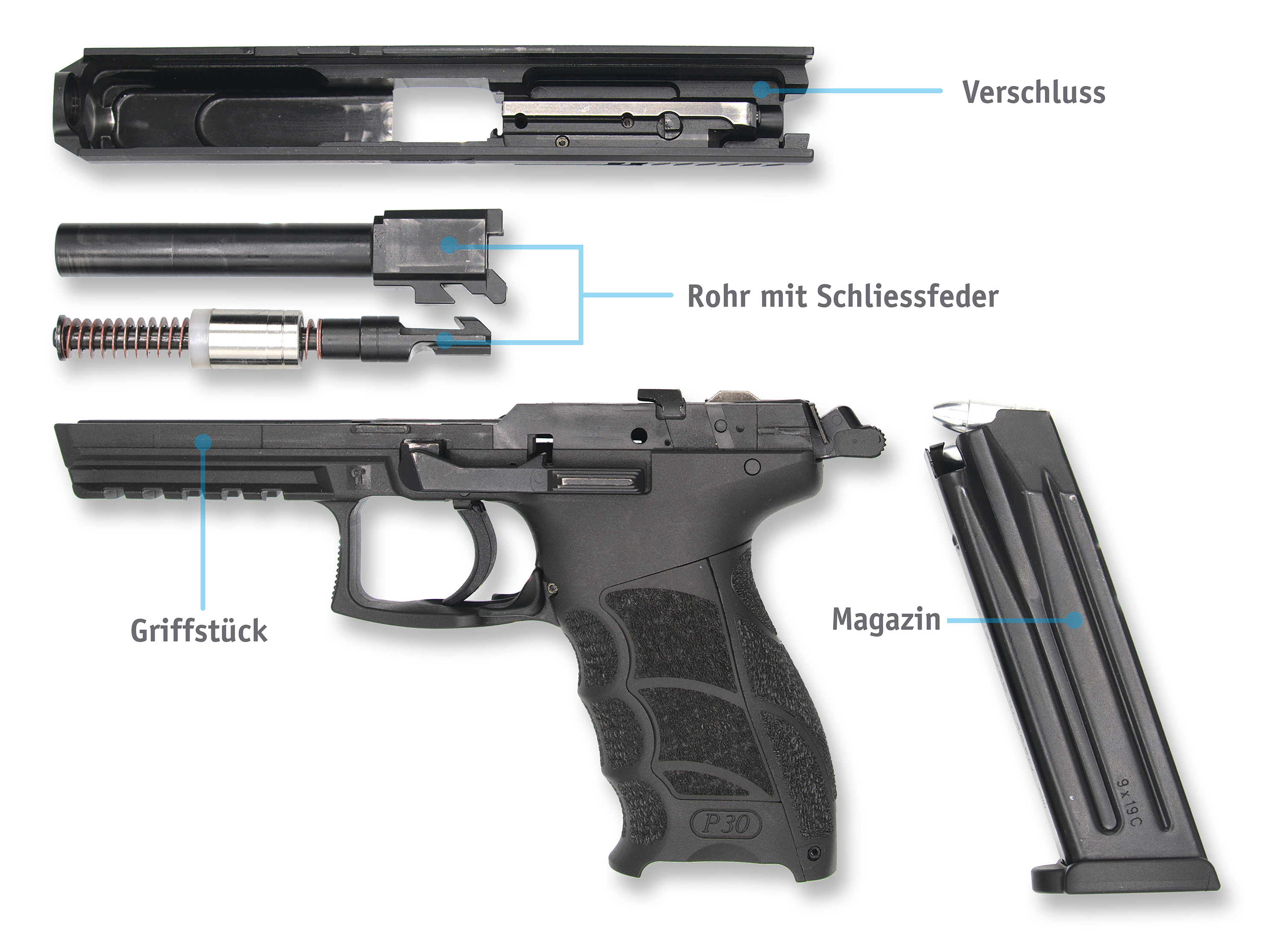
Die Baugruppen der Pistole HK (Heckler & Koch) P30L

Die HK P30 ist eine speziell für die Polizei konzipierte Selbstladepistole des deutschen Waffenherstellers Heckler & Koch. Die Pistole P30 ist eine Weiterentwicklung der P2000.

## Beschreibung
Die P30 erfüllt mit einer Lauflänge von 98 mm und einem Gesamtgewicht von 740 g die Standards für Polizeipistolen und benutzt das für Faustfeuerwaffen gängige Kaliber 9 × 19 mm mit einer Kapazität von standardmäßig 15 Patronen pro Magazin (10 Patronen pro Magazin bei den P30SK und P30SK S Modellen). Ihr Griffstück besteht aus glasfaserverstärktem Polyamid mit korrosionsfesten Metalleinlegeteilen. Zudem besitzt sie eine offene Visierung mit nachleuchtenden Kontrastpunkten sowie eine integrierte Picatinny-Schiene.

## Verwendung
Eine angepasste Version wird von der deutschen Zollverwaltung verwendet, die der erste Kunde für die Waffe war. Die im Herbst 2006 bestellten 13.500 Exemplare P30 V6 lösen dort die SIG Sauer P6 ab. Nahezu zeitgleich bestellte die norwegische Polizei 7000 Pistolen der Variante P30L V1.
Die P30 wird im Kommando Spezialkräfte verwendet und ersetzt bei den Personenschutzkräften der Feldjägertruppe der Bundeswehr die Pistole P7.
Im Oktober 2008 genehmigte der Regierungsrat des schweizerischen Kantons Zürich insgesamt 1,6 Mio. Schweizer Franken für die Neuausstattung der Kantonspolizei mit P30, die dort die SIG Sauer P225 und P228 ablöste. Ebenso haben seither die Kantone Solothurn, Aargau, Thurgau, Basel-Land und Appenzell Innerrhoden sowie das Grenzwachtkorps die P30 als Dienstpistole beschafft.
Ende November 2008 entschied sich die deutsche Bundespolizei ebenfalls für die P30 als neue Dienstwaffe. Die Auslieferung fand vom Sommer 2009 bis zum Jahr 2011 statt.
Das Land Hessen bestellte 2010 die P30 V2 als neue Dienstwaffe für Polizei und Justiz.

## Modellvarianten
| Modell  | Besonderheiten |
| ------- | --- |
| P30     | Basismodell: Sicherheitsabzug mit verdecktem Spannstück im Hahn mit Sporn, mit Entspannklinke, gleich bleibender Abzugskraft CDA ca. 24 N vom ersten bis zum letzten Schuss und definiertem Druckpunkt. |
| P30L    | Wie P30, jedoch verlängerter Lauf und Schlitten. Modell für die norwegische Polizei. Mit den Abzugsvarianten 1–6 erhältlich.                                                                            |
| P30S    | Wie P30, jedoch mit beidseitiger Daumensicherung. Mit den Abzugsvarianten 1–4 erhältlich. |
| P30LS   | Wie P30L, jedoch mit beidseitiger Daumensicherung. Mit den Abzugsvarianten 1–4 erhältlich. |
| P30SD   | Variante mit verlängertem Rohr und Außengewinde für Schalldämpfer. |
| P30SK   | Kompaktvariante. Verfügbar mit den Abzugsvarianten V1 und V3. |
| P30SK S | Wie P30SK, jedoch mit beidseitiger Daumensicherung. |

## Abzugsvarianten
| Modell | Abzug |
| ------ | --- |
| P30 V1 | Sicherheitsabzug mit verdecktem Spannstück im Hahn ohne Sporn, ohne Entspannklinke, gleich bleibender Abzugskraft CDA ca. 20 N vom ersten bis zum letzten Schuss und definiertem Druckpunkt. |
| P30 V2 | Wie P30 V1, jedoch Abzugskraft CDA ca. 32,5 N. |
| P30 V3 | Konventioneller Single Action/Double Action-Abzug ohne Spannstück im Hahn mit Sporn und zentral angeordneter Entspannklinke.                                                                 |
| P30 V4 | Wie P30 V1, jedoch Abzugskraft CDA ca. 27,5 N. |
| P30 V6 | Konventioneller DAO-Abzug (Double Action Only) ohne Spannstück im Hahn ohne Sporn, gleich bleibende Abzugskraft DAO ca. 39 N vom ersten bis zum letzten Schuss.                              |